# Scaptomyza yakutica
Scaptomyza yakutica är en tvåvingeart som beskrevs av Vasily S. Sidorenko och Masanori Joseph Toda 1996. Scaptomyza yakutica ingår i släktet Scaptomyza och familjen daggflugor. Inga underarter finns listade i Catalogue of Life.